# Mars 2014
| Mars 2014 |
| Månader under 2014: Januari · Februari · Mars · April · Maj · Juni · Juli · Augusti · September · Oktober · November · December ← December 2013 · Januari 2015 → |

## Händelser

### 1 mars
- Ukraina och Ryssland står på gränsen till krig, då den ryske presidenten Vladimir Putin har godkänt att ryska trupper går in i Ukraina. Detta berör Krimhalvön, som ockuperas av ryska trupper. Med anledning av detta håller FN:s säkerhetsråd ett krismöte angående händelseutvecklingen. (se Krimkrisen 2014)

### 7–16 mars
- Paralympiska vinterspelen äger rum i Sotji i Ryssland.

### 7 mars
- 12 personer förs till sjukhus efter att en källare i ett flerfamiljshus i Landskrona börjat brinna, troligen på grund av mordbrand.

### 8 mars
- Flygplanet Malaysia Airlines Flight 370 som var på väg från Kuala Lumpur till Peking försvinner.

### 11 mars
- Den svenske journalisten Nils Horner blir skjuten i bakhuvudet på en gata i Afghanistans huvudstad Kabul och avlider.

### 16 mars
- På den ukrainska halvön Krim hålls folkomröstning om området ska fortsätta tillhöra Ukraina eller istället anslutas till Ryssland.[1]

### 19 mars
- Sture Bergwall (mer känd som Thomas Quick) släpps fri från Rättspsykiatriska kliniken i Säter efter att ha suttit inspärrad där i 23 år, sedan han har visat sig vara oskyldig till de brott han har varit anklagad och dömd för.

### 22 mars
- En polis skjuter en man till döds i Partille efter att mannen har hotat poliserna med kniv och spjut.

### 24 mars
- Flygplanet Malaysia Airlines Flight 370 bekräftas att ha störtat i havet och alla 227 passagerare och besättning har omkommit.

### 28 mars
- Den förre norske statsministern Jens Stoltenberg utses till ny ordförande för försvarsorganisationen NATO, då den nuvarande ledaren, danske Anders Fogh Rasmussen, förväntas avgå efter ett NATO-toppmöte i Wales i september.

### 30 mars
- En 40-årig supporter från Djurgården avlider efter en misshandel före allsvenska matchen mot Helsingborg. Djurgårdsanhängaren skadades allvarligt inför matchen och fördes med allvarliga skallskador till sjukhus, där han avled mitt under pågående match. Matchen avbröts.